# Barto (Pennsylvania)
Barto è un'area non incorporata degli Stati Uniti d'America situata tra i comuni di Bally e Bechtelsville, nella contea di Berks, nello stato della Pennsylvania.
Barto è nella Valle del Delaware, al confine con la contea di Montgomery. Il West Branch Perkiomen Creek scorre attraverso di essa a est, fino ad arrivare nella Green Lane Reservoir.